# Thor Solberg
Thor Solberg, född 28 mars 1893 i Årebrotet, nära staden Florø i västra Norge, död 27 februari 1967, var en norsk flygpionjär. Han var far till Thor Solberg jr.

## Biografi

### De första åren
Solberg tog flygcertifikat 1919 i Tyskland och blev en av Norges stora flygpionjärer. Vid ett möte med Roald Amundsen berättade han om sin dröm att flyga från Norge till USA via den väg Leif Eriksson färdats med sitt vikingaskepp. Amundsen rekommenderade honom att vända på resan och förlägga startplaten i USA eftersom det var där de eventuella sponsorpengarna fanns. 1925 bestämde han sig för att resa till USA, men eftersom hans tyska flygcertifikat inte var giltigt i USA tvingades han ta flyglektioner vid Roosevelt Field på Long Island. För att försörja sig startade han flygbolaget Thor Solberg Aviation Corporation och köpte ett begagnat Great Lake 2-T-1 flygplan med en 85 hästars Cirrus Mk III motor. Efter ett år sålde han flygplanet då dess motor förorsakat över 25 nödlandningar. 

### 1930-talet
I september 1930 köpte han en Bellanca CH-200 Pacemaker (samma typ som Kurt Björkvall använde vid sitt försök att korsa Atlanten) för 14 000 dollar. Han använde flygplanet för att skaffa erfarenhet av olika väderbetingelser och långfärder. 
Det var ett pris på 10 000 dollar uppsatt till den som först genomförde en atlantflygning mellan USA och Norge. Han antog utmaningen och köpte ett större biflygplan som var modifierat för en atlantflygning mellan USA och Rom, där beställaren av flygplanet insett att flygningen inte skulle kunna genomföras med flygplanet. Tillsammans med telegrafisten Carl O. Petersen försökte han sig på flygningen New York via Newfoundland till Irland i sin Bellanca K med registreringen NX4864. Flygplanet gavs smeknamnet Enna Jellick efter huvudsponsorn Enna Jellick Shoe Company. Även Berndt Balchen stödde flygningen ekonomiskt och som rådgivare. 23 augusti 1932 startade man från Floyd Bennett Field men på grund av storm kom man inte längre än till Harbour Grace på Newfoundland där man tvingades att avbryta efter att man tvingats nödlanda på vattnet.
Han letade efter sponsorer och ett flygplan för ett nytt försök och under våren 1934 hittade han ett flygplan som passade hans plånbok. Flygplanet var ett Loening amfibieplan, ursprungligen tillverkat som ett bombflygplan för ett sydamerikanskt flygvapen men ej utlöst från fabriken. Flygplanet konverterades till Model C-2-C och gavs först den amerikanska registreringen NC10239 som senare ändrades till NR10239, eftersom den bara skulle användas för en överflygning till Norge. Troligen struntade han i att ändra registrermålningen på flygplanet eftersom det fortfarande bär den första registreringen på fotografier tagna efter landningen i Norge. 
För att klara överflygningen var han tvungen att montera in tre extratankar för bensin i kabinen och blindflygningsinstrument. Han arbetade 12 till 15 timmar dagligen i nästan tre månader med förstärkningar och modifieringar av flygplanet. Dessa arbeten utförde han själv eftersom han inte kunde få fram pengar till att avlöna en mekaniker. Den 20 maj samlades en stor skara på Floyd Bennett när flygplanet skulle döpas. Fru Solberg klättrade upp på en av pontonerna och slog sönder en flaska champagne medan hon sa I christen you Leiv Eiriksson. 
Under provflygningarna uppdagades att det var något fel på motorn och en expert från Wright Aeronautic Motor Co i Paterson dömde ut motorn som olämplig för en transatlantisk flygning. Eftersom han saknade medel för att köpa en ny motor kontaktade han Gustav Henriksen som var vd för Norska Amerika linjen (NAL) i New York. Efter några dagar kontaktades han av NAL:s vd Peter Berge som lovade att stå för kostnaden av en ny motor. På grund av stora order från Amerikanska armén och amerikanska flottan kunde Wright leverera en ny motor först i augusti, vilket innebar att flygningen över Atlanten inte kunde genomföras detta år. 
Den 17 juli 1935 gjorde han sitt andra försök att korsa Atlanten med ett flygplan från Floyd Bennet utanför New York. Men väl i luften märkte han och telegrafisten Paul C Oscanyon att flygplanet var felaktigt lastat, och de återvände till flygplatsen för att stuva om lasten i flygplanet. Dagen efter vid lunchtid startade de igen. Vid denna flygning tänkte han använda sig av den klassiska vägen med nio mellanlandningar via Grönland, med första mellanlandning i Montréal, Grönland, Reykjavik och Tórshavn. Den 16 augusti landade man på Storemøllen i Bergen, där man möttes en mängd småbåtar som tvingade dem att kupera motorn, eftersom risken att skada någon med propellern var överhängande. Flygplanet bogserades in till land av en bogserbåt. De möttes där av en stor folkmassa. Den 18 augusti startade de för den sista etappen och slutmålet Oslo där de landade vid Ingerstrand, basen för Widerøe’s Flyveselskap AS. Norsk Aero Klubb (NAK) ordnade en middag där Ole Reistad överlämnade NAK:s guldmedalj för pionjärflygning. Flygplanet Leiv Eiriksson finns idag bevarat i Norsk Teknisk Museums flygsamling i Oslo. 
Han startade i december 1938 flygbolaget Thor Solbergs Flyveselskap A/S  som bedrev flygtrafik på Vestlandet med en Aeronca K LN-EAU och en Cessna C37 Airmaster LN-FAK. Företaget bedrev taxi-, ambulans- och nöjesflygning med Geirangerfjorden som hemmabas. När andra världskriget bröt ut begränsades nöjesflygningarna, men bolaget fortsatte att flyga fram till januari 1940 bland annat för Norska marinen. Under det år företaget var verksamt transporterade man 3 191 passagerare och utförde 19 ambulansflygningar.

### Andra världskriget och de sista åren
Solberg var själv inte i Norge när tyskarna invaderade landet, utan på väg hem från USA till Norge ombord på ett av NAL:s fartyg. Med ombord fanns även den flottörförsedda Beechcraft D-18S som han tänkte använda till en nyöppnad reguljär flyglinje mellan Bergen och Reykjavik via Tórshavn. Ute på atlanten nåddes fartyget om händelserna i Norge och fartygets kapten bestämde att fartyget skulle återvända till USA.
Eftersom han inte kunde återvända till Norge inledde han en karriär i USA. Han byggde upp ett eget flygfält, Solberg Airport i Readington New Jersey. Här startade han även en flygskola där han under krigsåren utbildade över 2 000 blivande stridspiloter för amerikanska flygvapnet. 
Efter kriget återvände han till Norge och tog upp sitt tidigare företag. 1950 inledde han utbyggnaden av Jarlsberg flygplats utanför Tønsberg. 1957 ändrade han namn på sitt företag till Solbergfly A/S, samtidigt startade han en flygskola vid flygplatsen. Företaget startade även en serviceverkstad för Cessna-flygplan, i verkstaden slutmonterades tio Republic RC-3 Seabee som importerats i byggsats från USA.

## Minnesmärke
På Florø flygplats restes ett minnesmärke över hans flygarliv 1986.